# Nombre taxicab généralisé
En mathématiques, un nombre taxicab généralisé Taxicab(k, j, n) est le plus petit nombre qui peut être exprimé comme la somme de j termes entiers positifs non nuls et élevés à la puissance k de n manières différentes. Pour k = 3,  j = 2 et n = 2, il coïncide avec le nombre taxicab donné par Ramanujan :
{\displaystyle \operatorname {1\,729=1^{3}+12^{3}=9^{3}+10^{3}=Taxicab} (3,2,2)\!}
Il a été montré par Euler que
{\displaystyle \operatorname {Taxicab} (4,2,2)=635\,318\,657=59^{4}+158^{4}=133^{4}+134^{4}\,\!}
{\displaystyle \operatorname {Taxicab} (5,2,2)\,\!} demeure encore introuvé.